# Datenträgeretikett
| QS-Informatik | Dieser Artikel wurde wegen inhaltlicher Mängel auf der Qualitätssicherungsseite der Redaktion Informatik eingetragen. Dies geschieht, um die Qualität der Artikel aus dem Themengebiet Informatik auf ein akzeptables Niveau zu bringen. Hilf mit, die inhaltlichen Mängel dieses Artikels zu beseitigen, und beteilige dich an der Diskussion! (+) |

Mit Datenträgeretikett (englisch für Volume label), auch Datenträgerkennsatz, werden die Vorsatzdaten (Tape Header) bei sequentiellen Datenträgern wie Magnetbändern bezeichnet, die bei Großrechnern von IBM und anderen Unternehmen eingesetzt wurden. Sie befinden sich im ersten logischen und physischen Eintrag.

## Details
Um bei sequentiellen Datenträgern diese selbst und die gespeicherten Dateien zu kennzeichnen und zu gliedern, wurden in den 60er bis Mitte 90er Jahren die sogenannten Datei-Etiketten genutzt. Die Etiketten waren jeweils nur 80 Byte lang und konnten daher sowohl auf Lochkarten als auch auf magnetischen Datenträgern, hauptsächlich Magnetbändern, genutzt werden.
Jeder Datenträger (Lochkartenstapel oder Magnetband oder Platte/Plattenstapel) hat ein VOL-Etikett (Volume), aus dem der Besitzer, der Name des Datenträgers (evtl. mit einer Folgenummer) und das Erstellungsdatum hervorgeht. Gehören zu einem Datenbestand mehrere Datenträger, so zeigt das EOV-Etikett (End-Of-Volume) die nächste Folgenummer eines Datenträgers oder das Ende an. Das VOL-Etikett wurde manchmal auch als Datenträgerkennzeichen bezeichnet.
Eine Datei wird durch ein HDR-Etikett (Header) gekennzeichnet, aus dem der Name der Datei, die Versionsnummer, das Erstellungsdatum, die Ersteller und das Verfallsdatum hervorgehen. Nach dem HDR-Etikett können eine Reihe von USRn-Etiketten (User Label 1 bis n) folgen, bevor die eigentlichen Nutzdaten beginnen.
Eine Datei wird durch ein EOF-Label abgeschlossen i. d. R. ein „/*“.
In den Headern wurde teilweise auch der Aufbau der Datei (Recordform fix oder variabel) und die Blockung (fix oder variabel) sowie die jeweiligen Längen angegeben.
Referenzen sollte die Systemliteratur zu den Mainframe-Anlagen der damaligen Zeit bieten, z. B. IBM 360 oder IBM 370 oder Siemens 4004 mit den Betriebssystem (Siemens) BBS, BPBS, PBS, später BS1000 und BS2000.
IBM spricht bei dem System 360 von Datenträgerkennsätzen, die aus Datenträgervorsätzen (Volume Labels, VOL1) und -Nachsätzen (End of Volume Labels, EOV) bestehen. Dann existieren Datenmengenkennsätze mit Vorsätzen (Header, HDR) und Nachsätzen (End of File, EOF). Benutzerkennsätze werden User Header Label (UHL), die Nachsätze User Trailer Label (UTL) genannt. Zwischen manchen Kennsätzen stehen Bandmarken (BM). Eine Lochkarte VOL1 besteht aus: Bytes 1-4: „VOL1“, Bytes 5-10: Reihennummer des Datenträgers, Byte 11: Sicherheitsinformation, Bytes 12-41: Leer, Bytes 42-51: Name/Adresse des Eigentümers, Bytes: 52-80 Leer. Für den Header wird eine weitere Lochkarte benötigt.
Ein Magnetband mit mehreren Datenmengen sieht dann so aus:
VOL1-8, HDR1-8, UHL1-8, BM, Datenmenge, BM, EOF1-8, UTL1-8, BM, HDR1-8, UHL1-8, BM, Datenmenge, BM, EOF1-8, UTL1-8, BM, BM, ...
Siemens spricht bei dem System 4004 auch von Spulenetiketten. Bandanfangsetiketten werden mit dem Befehl TPINIT (Platte-Betriebssystem PBS) erstellt. Byte 4 der VOL-Lochkarte besteht bei weiteren Bändern aus der Nummer der Spulenetikettnummer. Bytes 72-80 können optional die Kartennummer der VOL-Karte beinhalten. Bei mehreren Bändern wird die Steuerkarte U-Karte verwendet, die Details und Anzahl der weiteren Bänder enthält. Am Ende steht die ENDV-Karte.

## Andere Bedeutungen
Mit Datenträgeretikett wird auch ein Selbstklebeetikett z. B. auf einer CD bezeichnet. Volume Label taucht mit abweichender Bedeutung bei anderen Systemen auf, so bei DOS (Festplattenbezeichnung per Befehl vol in der FAT).

## Emulation
Im bekannten Emulator Hercules können die Daten mit dem Programm HETMAP eingesehen werden.